# ウナム・サンクタム
ウナム・サンクタム（Unam sanctam）は、1302年にローマ教皇ボニファティウス8世が示した教皇勅書。中世のラテン語文書によくみられることだが、文頭の一文「ウナム・サンクタム」（唯一聖なる）という部分がタイトルになっている（インキピット）。

## 歴史
13世紀末、ローマ教皇とフランス王の間で、聖職者課税問題をめぐる対立が深まっていた。こうした中、ローマ教皇は1296年の教勅「クレリキス・ライコス」で、教皇の許可なしの聖職者課税を認めない態度を示し、1301年の「アウスクルタ・フィリイ」で国王がカトリック聖職者を逮捕し裁判にかけることを批判したが、これに対抗したフランス王フィリップ4世は1302年4月に三部会を開催し、国内の諸身分から支持を集めた。
こうした中、普遍的キリスト教世界における唯一の指導者であろうとするローマ教皇ボニファティウス8世は、同年11月にローマで「ウナム・サンクタム」を発し、ローマ教皇権の至上性を主張した。しかし、1303年9月のアナーニ事件後間もなく教皇が死去すると、次のローマ教皇はフランス王との和解を図り、事態はフランス王優位のまま収拾へとむかった。これにより、フランスではカトリックの枠内に留まりながら国家が教会を統制下におく独自の体制（ガリカニスム）が形成されていくことになる。